# Alexander Prosch
Alexander Prosch (29 marzo 1976) è un allenatore di sci alpino ed ex sciatore alpino italiano.

## Biografia

### Carriera sciistica
Prosch, specialista delle prove tecniche originario di Maranza, debuttò in campo internazionale in occasione dei Mondiali juniores di Lake Placid 1994; in Coppa Europa esordì il 4 febbraio 1995 a Kranjska Gora in slalom speciale, senza completare la prova, e conquistò l'unico podio il 6 marzo 1997 a Les Arcs in slalom gigante (3º), mentre in Coppa del Mondo disputò 8 gare (la prima il 22 novembre 1997 a Park City in slalom speciale, l'ultima il 18 febbraio 2001 a Shigakōgen nella medesima specialità), senza ottenere piazzamenti. Si ritirò al termine della stagione 2001-2002 e la sua ultima gara fu uno slalom speciale FIS disputato il 6 aprile a Pampeago; non prese parte a rassegne olimpiche o iridate.

### Carriera da allenatore
Dopo il ritiro è divenuto allenatore nei quadri della Federazione italiana sport invernali, seguendo prima la squadra di slalom gigante maschile, poi i settori giovanili.

## Palmarès

### Coppa Europa
- 1 podio:
  - 1 terzo posto